# Большая Коротаевщина
Большая Коротаевщина — деревня в составе Мурашинского района Кировской области. 

## География
Находится на расстоянии примерно 37 километров по прямой на юго-запад от районного центра города Мураши.

## История
Известна с 1873 года, когда в ней учтено было дворов 31 и жителей 253, в 1905 13 и 112, в 1926 22 и 98, в 1950 22 и 46 соответственно, в 1989 9 жителей . До 2021 года входил в Мурашинское сельское поселение Мурашинского района, ныне непосредственно в составе Мурашинского района.

## Население
Постоянное население  составляло 2 человека (русские 100%) в 2002 году, 1 в 2010.